# Euasteron milledgei
Euasteron milledgei är en spindelart som beskrevs av Baehr 2003. Euasteron milledgei ingår i släktet Euasteron och familjen Zodariidae.
Artens utbredningsområde är New South Wales. Inga underarter finns listade i Catalogue of Life.